# Cities in Concert Houston-Lyon
Cities in Concert: Houston-Lyon är en skiva med material från en serie om två konserter av den franske kompositören Jean Michel Jarre. Materialet var huvudsakligen taget från den då senaste skivan, Rendez-vous. 

## Houston
Konserten i Houston var egentligen en konsert för att fira både staden Houston och delstaten Texas 150-årsjubileum samt NASAs 25-årsjubileum. Jarre, vars enda tidigare kontakt med Texas hade varit i form av revbensspjäll och John Wayne-filmer, var först tveksam men blev efter ett besök förtjust i staden. Eftersom NASA var inblandat fick Jarre chansen att träffa en av uppdragsspecialisterna i rymdfärjeprogrammet, Bruce McCandless, som i sin tur förenade Jarre och astronauten Ronald "Ron" McNair, en jazzsaxofonist. McCandless och McNair hade tidigare flugit tillsammans under uppdraget STS-41-B. Tillsammans fick de idén att McNair under sin nästa rymdflygning skulle spela in ett musikstycke som sedan skulle visas på en enorm filmduk under konserten.
På morgonen den 28 januari 1986 ringde McNair Jarre och uppmuntrade denne att se uppskjutningen av Challenger (STS-51-L) på tv. När färjan kort efter start exploderade bestämde sig en förkrossad Jarre att ställa in konserten. McCandless och andra astronauter från NASA menade dock att konserten måste genomföras, nu även för att hedra minnet av de nyligen omkomna astronauterna.
När konserten gick av stapeln den 5 april 1986 noterades den av Guinness Rekordbok som den då största konserten i historien med ett uppskattat åskådarantal runt 1,3 miljoner. Detta var Jarres andra världsrekord. (Det första sattes i en konsert vid Place de la Concorde i Paris, där åskådarantalet uppskattades till 1 miljon.)

## Lyon
När påven Johannes Paulus II besökte Jarres födelsestad Lyon hölls en konsert med i stort sett samma material som i Houston. Åskådarantalet beräknas till 800 000.